# Rhabdalestes tangensis
Rhabdalestes tangensis là một loài cá thuộc họ Alestiidae. Nó là loài đặc hữu của Tanzania. Môi trường sống tự nhiên của nó là các con sông.